# Crambionella annadalei
Crambionella annadalei är en manetart som beskrevs av Rao 1931. Crambionella annadalei ingår i släktet Crambionella och familjen Catostylidae. Inga underarter finns listade i Catalogue of Life.